# Els professors de Saint-Denis
Els professors de Saint-Denis (originalment en francès, La Vie scolaire) és una pel·lícula de comèdia dramàtica per a adolescents, premiada per la crítica francesa del 2019, escrita i dirigida per Grand Corps Malade i Mehdi Idir. La pel·lícula és protagonitzada per Liam Pierron, Zita Hanrot i Moussa Monsaly en els papers principals. La pel·lícula es va estrenar a França el 28 d'agost de 2019 i va rebre crítiques positives de la crítica i es va convertir en un èxit de taquilla. La pel·lícula es va emetre a través de Netflix el 10 d'abril de 2020. També va rebre diversos premis i nominacions a festivals internacionals de cinema. S'ha doblat al català.

## Sinopsi
La nova vicedirectora d'un institut al suburbi de París, Saint-Denis, Samia (Zita Hanrot), rep advertències dels seus companys professors segons els quals els estudiants estan desmotivats i no respecten la disciplina. Ella veu les coses d'una manera completament diferent en comparació amb els altres. No obstant això, quan coneix els estudiants, especialment en Yanis (Liam Pierron), que és bastant astut i intel·ligent però desil·lusionat per un món que sembla que li ha girat l'esquena a ell i a la seva família, fa tot el possible per ajudar-lo a motivar-se més per millorar les seves notes i buscar un futur al cinema.

## Repartiment
- Liam Pierron com a Yanis Bensaadi
- Zita Hanrot com a Samia Zibra
- Moussa Mansaly com a Moussa
- Alban Ivanov com a Dylan
- Soufiane Guerrab com a Messaoud
- Antoine Reinartz com a Thierry Bouchard
- Hocine Mokando com a Farid Hammoudi